# فلاديسلاف الثاني حاكم الأفلاق

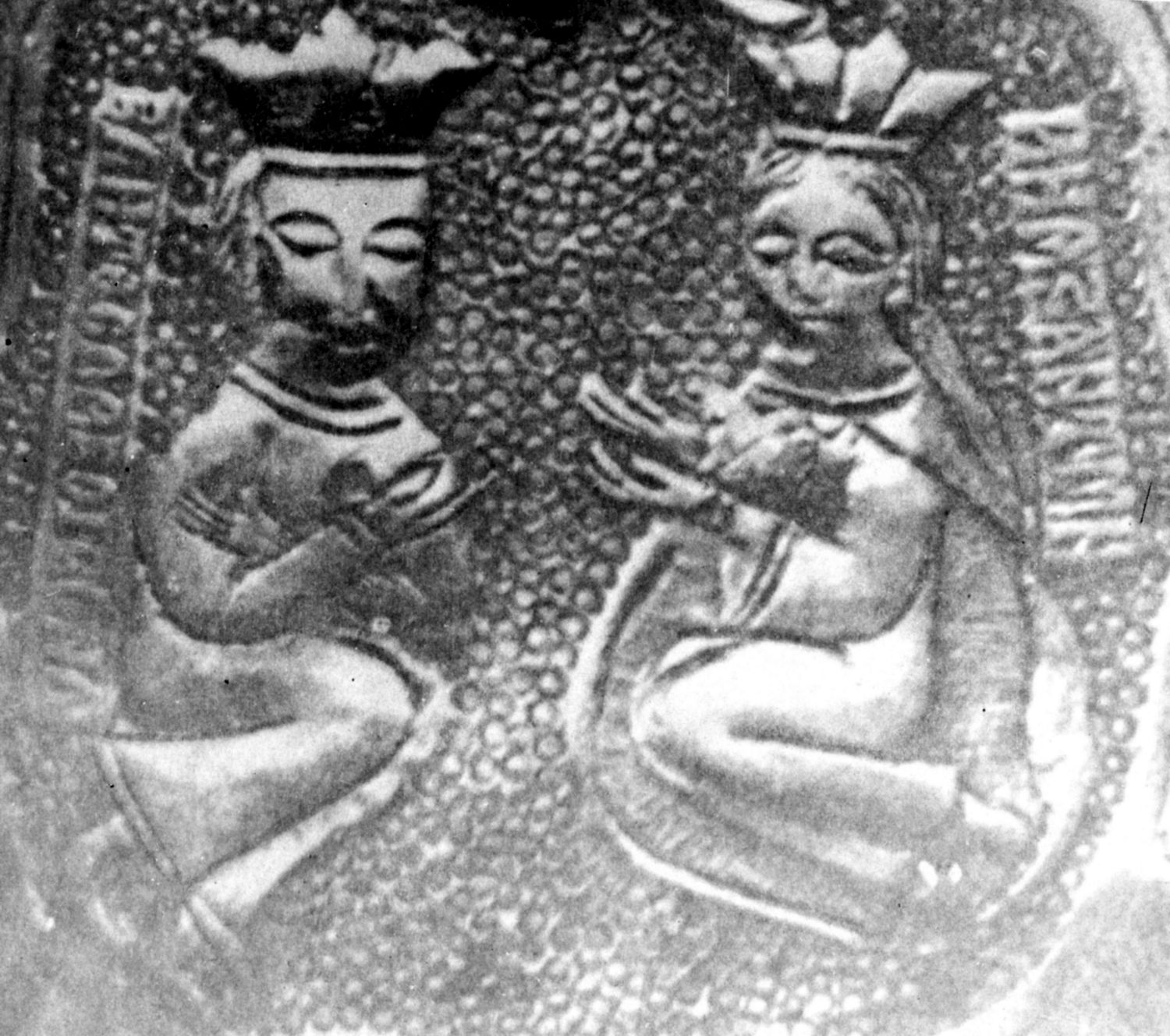
فلاديسلاف وزوجته نيكوا (Neacșa).

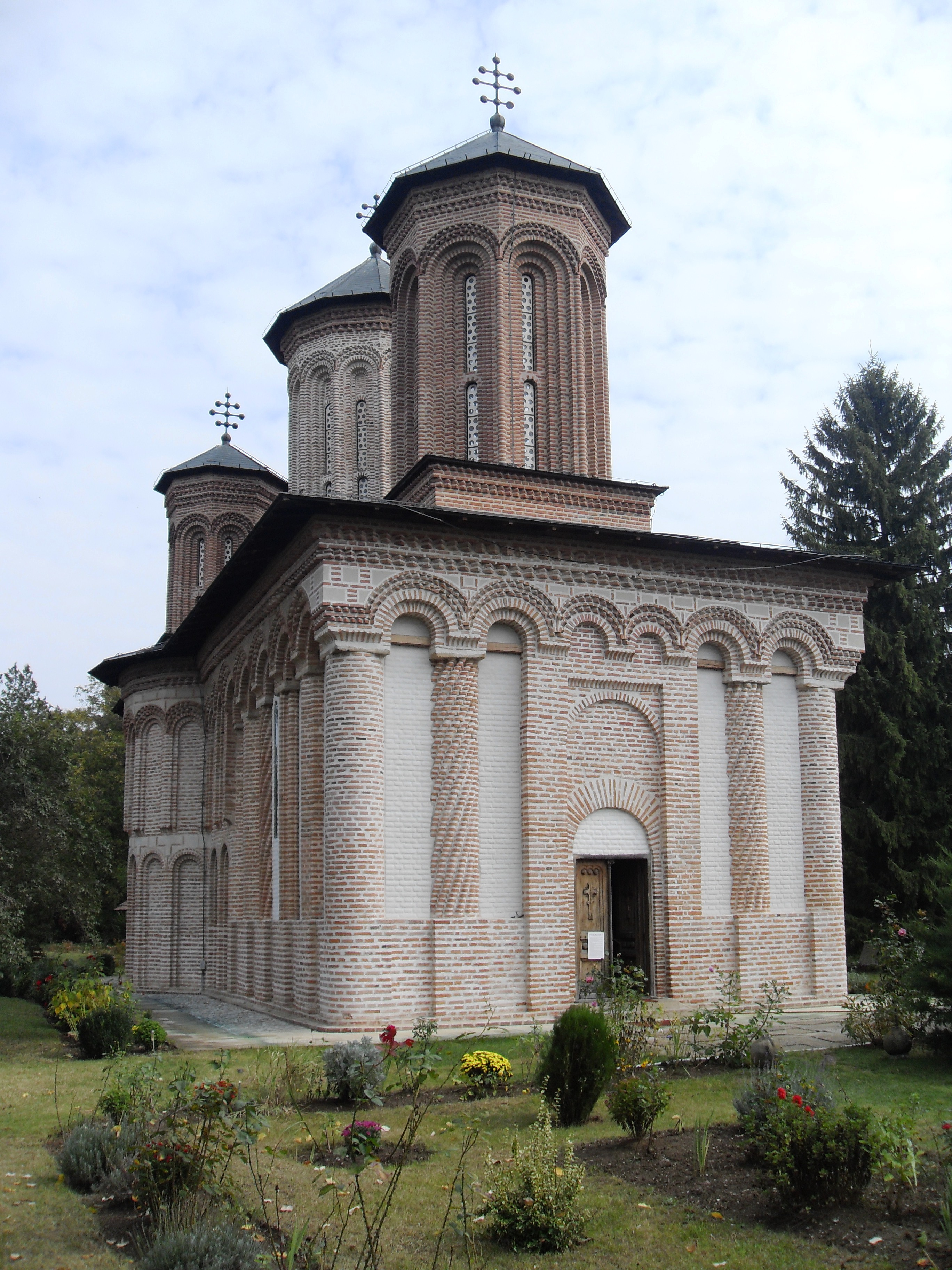
دير سناجوڤ، أسسه فلاديسلاف الثاني عام 1453م.

فلاديسلاف الثاني (توفي في 20 أغسطس 1456م). كان حاكما لإمارة الأفلاق من 1447م إلى 1448م، ثم مرة أخرى من 1448م حتى 1456م. الطريقة التي وصل بها فلاديسلاف الثاني إلى العرش محل جدل. الرأي الأكثر قبولًا هو أن فلاديسلاف الثاني اغتال «ڤلاد الثاني دراكول» حاكم الأفلاق، ومن ثم وَضَعَهُ يوحنا هونياد على عرش الأفلاق. والرأي الآخر يقول بأن العثمانيون ساعدوا فلاديسلاف الثاني ليحل محل «دان الثالث» (ابن دان الثاني ابن دان الأول)، الذي عينه المجريون.
في ديسمبر 1447م، بعد مقتل فلاد الثاني دراكولا وابنه الأكبر ميرتشة، تولى فلاديسلاف الثاني عرش الأفلاق بدعم من فويفود (حاكم) الأردل (ترانسلفانيا) يوحنا هونياد.
في أكتوبر 1448م، طرد العثمانيون حاكم الأفلاق فلاديسلاف الثاني ووضعوا حاميهم «فلاد الثالث المخوزق» على العرش.
في ديسمبر 1448م، استعاد فلاديسلاف الثاني عرش الأفلاق بمساعدة القوات المجرية، وخلال فترة حكمه الثانية، بدأ فلاديسلاف الثاني في المناورة بين المجر والدولة العثمانية. استأنف فلاديسلاف الثاني كحاكم لإمارة الأفلاق دفع الجزية للعثمانيين، حيث أخذ المجريون منه مدينة «فاغراس» (Făgăraș) الواقعة حاليا بوسط رومانيا على نهر أولت.
في أغسطس 1456م، هُزم وقُتل فلاديسلاف الثاني على يد منافسه فلاد المخوزق، ودُفن في دير ديلو. وفي رواية، في 22 يوليو 1456م، قاد فلاد الثالث دراكولا (المخوزِق)، نجل فلاد الثاني دراكول، جيشًا صغيرًا من المرتزقة إلى الأفلاق، عندما اعترضهم فلاديسلاف الثاني ورجاله بالقرب من تارغسور (Târgșor). وافق القائدين على تسوية النزاع في قتال فردي بدلا من تقاتل جيشيهما، لذلك انخرط فلاديسلاف ودراكولا في قتال بالأيدي أمام مضيفيهما حتى وجه فلاد دراكولا ضربة قاتلة إلى حاكم الأفلاق،فلاديسلاف الثاني، فأرداه قتيلا.

## الصراع مع يوحنا هونياد
من غير المعروف ما إذا كان فلاديسلاف الثاني قد تمت دعوته للمشاركة في معركة كوسوفو (1448م) أم لا. وتشير بعض المصادر بأنه لم يرسل قوات مُساعدة للمعركة، وأنه نتيجة لذلك استولىيوحنا هونياد على كل ممتلكاته في إمارة الأردل (ترانسيلفانيا) في 23 أبريل 1452م وهي فاغاراس (Făgăraș) وأملاش (Amlaș). انتقم فلاديسلاف وحظر كل تجارة الأفلاق إلى مقاطعة براشوف، التي كانت جزءًا من إمارة الأردل التي استولى عليها هونياد. في 15 نوفمبر 1455م، بعد أن أبلغ هونياد سكان براشوف أنه سيتم رفع الحظر التجاري، استولى فلاديسلاف على ممتلكات إمارة الأردل مرة أخرى، وهاجم قلعة فاغاراس (Făgăraș) وفي هذه العملية أحرق عددًا قليلاً من القرى السكسونية في الأردل. ردا على ذلك، أمدّ هونياد فلاد الثالث ابن سلالة «دراكول» (Drăculești) والذي أصبح لاحقاً معروفاً باسم فلاد المخوزِق، بدعم عسكري، وبمساعدة الساكسونيين الذين أُحرقت قراهم، تم التخلص من فلاديسلاف الثاني.
تشير مصادر أخرى متعددة بأن حاكم الأفلاق الجديد «ڤلاديسلاڤ الثاني» قد سار مع هونياد بجيش قوامه حوالي 70,000 (في المصادر العثمانية) من القوات المجرية من مدينة «بست» وعبر مع الجيش نهر الدانوب وعسكر بهم في صربيا لقيادة حملة أخرى ضد الدولة العثمانية في معركة كوسوفو (1448م)، حيث تلقوا هزيمة شنيعة من العثمانيين بقيادة السلطان مراد الثاني.

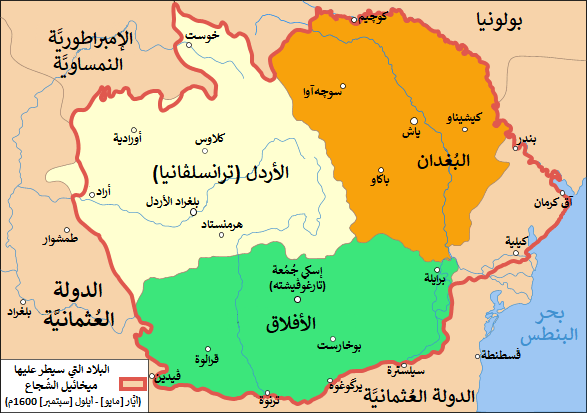
مقاطعات رومانيا الثلاث وتظهر فيها: إمارة الأفلاق (والاشيا) باللون الأخضر، إمارة البغدان (مولدافيا) باللون البرتقالي، وإمارة الأردل (ترانسيلفانيا) باللون الأصفر.

## وفاته
في 22 يوليو 1456م، قاد فلاد الثالث دراكولا المخوزِق ابن فلاد الثاني دراكولا جيشًا صغيرًا من المرتزقة إلى الأفلاق، عندما اعترضهم فلاديسلاف ورجاله بالقرب من تارجور (Târgșor). اتفق القادة على تسوية الخلاف من خلال معركة واحدة بين فلاديسلاف ودراكولا في قتال يدا بيد أمام مضيفيهم، حتى وجّه فلاد دراكولا ضربة قاتلة لحاكم الأفلاق فلاديسلاف الثاني وقتله.
لم يُدفن فلاديسلاف في دير سناجوف الذي أسسه؛ وبدلاً من ذلك، تم دفنه في دير ديلو وكُتب على قبره «22 أغسطس 1456م» وكان هذا هو تاريخ النقش وليس تاريخ وفاته. بحلول 22 أغسطس، حلّ فلاد الثالث بالفعل محل فلاديسلاف على عرش الأفلاق.

## إرثه
أسس فلاديسلاف دير سناجوف عام 1453م، حيث تم حفظ باب خشبي منحوت حتى يومنا، معروضاً في متحف الفن الديني في بوخارست.
في جبل آثوس عام 1450م، أعطى فلاديسلاف ميثاقًا لدير «كوتلوموسيو» (Koutloumousiou) وقدم هدية قدرها 10000 آقچة إلى القديس إيليا سكيت (Elijah Skit).
 